# Utvecklingsekonomi
Utvecklingsekonomi (engelska: development economics) är en forskningsinriktning inom nationalekonomin som studerar ekonomisk och social utveckling i utvecklingsländerna. Fenomen som studeras inkluderar industrialisering, urbanisering och institutioner. Utvecklingsekonomi fokuserar inte bara på sätt att främja ekonomisk tillväxt och strukturell förändring, utan också på att förbättra villkoren för den allmänna befolkningen i utvecklingsländer, till exempel genom hälsa, utbildning och arbetsvillkor.

## Historia

### Teorier om utvecklingsekonomi
Den tidigaste västerländska teorin om utvecklingsekonomi var merkantilismen, som utvecklades under 1600-talet, parallellt med nationalstatens uppkomst. Tidigare teorier hade ägnat liten uppmärksamhet åt utveckling. Till exempel betonade skolastiken, den dominerande tankeskolan under medeltida feodalism, försoning med kristen teologi och etik, snarare än utveckling. Salamancas skola från 1500- och 1600-talet, som anses vara den tidigaste moderna ekonomiska skolan, behandlade inte heller utveckling specifikt.

#### Merkantilism och fysiokrati

##### Fysiokrati
Fysiokratin är en ekonomisk teori som utvecklades av en grupp franska ekonomer under upplysningstiden på 1700-talet. De trodde att nationers rikedom enbart härrörde från värdet av "jordbruk" eller "markutveckling" och att jordbruksprodukter borde vara högt prissatta. Deras teorier har sitt ursprung i Frankrike och var mest populära under andra hälften av 1700-talet. Fysiokrati blev en av de första välutvecklade teorierna inom ekonomi.

##### Merkantilsm
Den tidigaste västerländska teorin om utvecklingsekonomi var merkantilismen, som utvecklades under 1600-talet, parallellt med nationalstatens uppkomst. Tidigare teorier hade ägnat liten uppmärksamhet åt utveckling. Till exempel betonade skolastiken, den dominerande tankeskolan under medeltida feodalism, försoning med kristen teologi och etik, snarare än utveckling. Salamancas skola från 1500- och 1600-talet, som anses vara den tidigaste moderna ekonomiska skolan, behandlade inte heller utveckling specifikt.

Världens bruttonationalprodukt per capita, från 1400 till 2003 CE

## Nutida utvecklingsekonomi
I utvecklingsekonomin studerar man varför vissa länder utvecklas, medan återigen andra inte gör det. I detta sammanhang definieras utveckling som tillväxt i bruttonationalprodukten (BNP) per capita under en rätt lång tid, då inkomstfördelningen inte blir snedare och antalet absolut fattiga (det vill säga personer som lever under en godtyckligt definierad inkomstnivå, som varierar från land till land) inte ökar. På senare år har också frågan om hur utvecklingen kan göras hållbar. Med det menas att utvecklingen ska vara bra för miljön och för naturtillgångarna.

## Nobelpristagare
Ett antal nobelpristagare i ekonomi har arbetat mycket med utvecklingsekonomi. Både Arthur Lewis och Theodore Schultz, som fick priset direkt som ett erkännande för sin forskning inom området, men även Simon Kuznets, Amartya Sen, Joseph Stiglitz, Michael Spence och 2015 års pristagare Angus Deaton.
År 2019 var alla tre Nobelpristagarna, Abhijit Banerjee, Esther Duflo och Michael Kremer, utvecklingsekonomer. De fick priset för sina experimentella insatser för att lindra global fattigdom. De tre forskarna har legat i framkant när det gäller att utveckla ett experimentellt tillvägagångssätt för frågorna, vilket gradvis har kommit att dominera forskningen inom området. I sin motivering för priset skrev Nobelstiftelsen att metoden dramatiskt har förbättrat de praktiska möjligheterna att bekämpa fattigdom. Till exempel har mer än fem miljoner barn i Indien gynnats av deras resultat i att organisera skolsystemet, och i många länder har, efter de tre nobelpristagarnas instruktioner, mer vikt lagts vid förebyggande hälsovård.

## Utvecklingsekonomi i Danmark
Utvecklingsekonomi har varit ett aktivt forsknings- och undervisningsområde på universitetsnivå i Danmark i många år. Vid Köpenhamns universitet grundades forskningsgruppen för utvecklingsekonomi 1996 under ledning av professor Finn Tarp, som också är chef för FN:s globala institut för utvecklingsekonomi UNU-WIDER i Helsingfors.